# 高田ドブロク事件

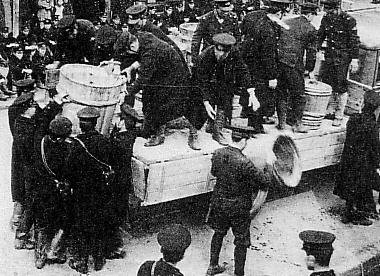
押収されるドブロク

高田ドブロク事件（たかだドブロクじけん）とは、1949年（昭和24年）4月7日から4月11日にかけて新潟県内で発生した事件である。

## 概要
1948年秋頃から新潟県中頸城郡中郷村（現・上越市中郷区）と中頸城郡新井町（現・妙高市）の朝鮮人集落で、大規模な密造酒の醸造が行われていることを地元警察が察知したことによる。取締りを徹底的に行うため、1949年春まで関係機関で綿密な計画を用意し準備を行ったため、実際の取締りが行われたのは1949年4月7日であった。
1949年4月7日午前6時頃、取締部隊は朝鮮人集落に到着し一斉取締を開始した。早朝であったためこの時の取締りは整然と行われ、取締部隊は午前8時30分頃には引き上げた。その後、午前10時40分頃から朝鮮人たちが高田市警察署に集結し始め、正午頃になると200人に膨れ上がり、検挙者の釈放を要求した。しかし警察側が断固拒否したため、警察署に向かって投石を行い窓ガラス十数枚を破損させた。
4月8日にも、朝鮮人約200人が警察署前に集結し、検挙者の釈放を要求した。
4月9日正午、1人の朝鮮人女性が高田税務署に現れた。1人であったことから税務署を警備していた警察官も一般利用者と思って油断していたところ、あっという間に14人から15人の朝鮮人女性が集まり、署長との面会を要求してきた。警備の警察官が退去を勧告したところ「人殺し」と叫び座り込みを始めた。午後1時になると多くの朝鮮人男性が押しかけ、税務署内に突入しようとしたため、小競り合いになり双方に負傷者を出した。
4月10日、検挙者の自供により、高田市（現・上越市）においても密造酒の醸造が行われていることが判明したため、在日朝鮮人連盟信越支部などを家宅捜査した。
4月11日、約500人もの朝鮮人が高田市に集結しデモ行進を行った。彼らは市民に対して「警察が朝鮮人に対して不当な弾圧を加えている」「放火して高田市を灰にする」などと叫び牽制していた。ここに至り、警察もデモの首謀者12人を検挙したため、事件は収束に向かった。